# 金武星
金 武星（キム・ムソン、朝鮮語: 김무성、1951年9月20日 - ）は、大韓民国の政治家。第15・16・17・18・19・20代韓国国会議員。

## 概説
金泳三に師事して政界入りした。ハンナラ党（朴槿恵大統領の政権与党だったセヌリ党の前身）の院内代表や非常対策委員長などを務めた。2012年韓国大統領選挙では、セヌリ党の選挙対策委員会総括本部長を務め、朴槿恵の当選に貢献。2014年7月に行われたセヌリ党全党大会で第2代目の党代表に選出されたが、2016年4月に行われた総選挙においてセヌリ党が第1党から転落する惨敗を喫した責任を取って代表を辞任した。崔順実ゲート事件を理由とした朴槿恵大統領に対する弾劾訴追案では大統領と距離を置く「非朴派」の重鎮として弾劾訴追を主導。同年12月に弾劾訴追案が可決された事をきっかけにセヌリ党を離党して新党・正しい政党の結成に参加した。自由韓国党（セヌリ党が2017年2月に党名変更）が2017年11月3日に朴槿恵を除名した後の11月6日に正しい政党を離党し、自由韓国党に復党。議員引退後は国民の力常任顧問。2022年8月に民主平和統一諮問会議首席副議長内定者に選ばれるも、9月に固辞した。
父親は実業家で元国会議員の金龍周、妻は明知大学校文化芸術大学院の教授で元国会議員の崔致煥の娘、息子は映画俳優のコ・ユン。また、龍文学園理事長の金文姫は姉、日本統治時代の銀行家の玄俊鎬の息子である実業家の玄永源はその夫、玄貞恩は姪である。

## 来歴
- 生年月日：1951年9月20日
- 出生地：慶尚南道釜山市龍塘洞（現 釜山広域市南区龍塘洞）
- 本貫：金海金氏[8]
- 学歴 
  - 漢陽大学校経営学科卒
  - 高麗大学校経営大学院修了
  - 高麗大学校政策大学院最高位政策過程修了
- 選挙区と所属政党
  - 第15代国会議員（釜山市南区乙）新韓国党→ハンナラ党
  - 第16代国会議員（釜山市南区乙）ハンナラ党
  - 第17代国会議員（釜山市南区乙）ハンナラ党
  - 第18代国会議員（釜山市南区乙）無所属→ハンナラ党
  - 第19代国会議員（釜山市影島区）セヌリ党
  - 第20代国会議員（釜山市中区・影島区）セヌリ党→正しい政党
- 国会所属委員会
  - 第15代国会：建設交通委員会、予算決算特別委員会、財政経済委員会、農林海洋水産委員会委員
  - 第16代国会：国会運営委員会、法制司法委員会、行政自治委員会委員
  - 第17代国会：財政経済委員会委員長、統一外交通商委員会委員
  - 第18代国会：運営委員会委員長、国防委員会、法制司法委員会、情報委員会委員
- 党職など
  - 民主化推進協議会特別委員会副委員長
  - （社）民主化推進協議会会長
  - 統一民主党総務局長・行政室長・企画調整室次長
  - 民主自由党理事局・議員局局長
  - 李会昌大統領候補秘書室長
  - ハンナラ党院内副総務
  - ハンナラ党事務総長
  - ハンナラ党院内代表
  - ハンナラ党非常対策委員会委員長
  - セヌリ党代表最高委員
- 企業団体の役員
  - 東海製鋼専務
  - サンドン産業（株）代表理事
  - 民族問題研究所常任理事兼専門委員
- 任命職
  - 第13代大統領選挙対策本部財政局長
  - 第14代大統領職務引継ぎ委員会行政室長
  - 大統領秘書室世論収拾担当民政第2秘書官
  - 第48代内務部次官

出典：“김무성(金武星)”.   大韓民国憲政会. 2014年7月17日閲覧。

## エピソード
釜山出身で選挙区も釜山であるが、浦項郷友会の行事に参加し、浦項人と自称したことがある。なお、長兄も初代浦項郷友会長を務めた。
2009年10月5日、国会国防委員会の国政監査会場に発熱後に水蒸気がものすごく噴き上がるという欠陥のある戦闘食のパックを持ち込み、その場で開封した。その後は納品過程に不正または開発過程に瑕疵がある可能性を指摘した。
2016年の第20代総選挙の前、セヌリ党代表であるにもかかわらず、一部の「親朴派」の同党候補者の公認推薦状に代表職印の押印を拒否したという特異な事件を起こした。メディアでは「玉璽闘争」「玉璽波動」などと呼ばれる。
2016年にドナルド・トランプが米国大統領に当選した際、その14年前に家を「トランプタワー」に引っ越ししたことを取り上げて、「14年前にトランプが当選したことを予想した」と表現した。
2020年の第21代総選挙の後、極右系のYouTuberたちを選挙の敗因の1つとして取り上げ、「腐った奴ら」と評した。